# چرنیگوفکا (شهرستان داولکانوفسکی، باشقیرستان)
چرنیگوفکا (انگلیسی: Chernigovka, Davlekanovsky District, Republic of Bashkortostan) یک شهرک در شهرستان داولکانوفسکی در استان باشقیرستان کشور روسیه است.